# Дэнс, Лада
Ла́да Евге́ньевна Во́лкова (род. 11 сентября 1966 (по данным официального сайта — 1969, хотя ранее там был указан 1966 год, Калининград), более известная как Ла́да Дэнс — советская и российская актриса кино и телевидения, эстрадная и джазовая певица. Шлягеры в её исполнении — «Девочка-ночь / Baby tonight», «Аромат любви», «Один лишь раз» и «Регги в ночи». Участница фестиваля «Песня года».

## Биография
Училась в калининградской школе № 44.
Лада родилась в русской семье.
Окончила музыкальную школу, а позже музыкальное училище: поступила на факультет академического вокала, а потом перешла на джазово-эстрадный. Музыкальная карьера началась с выступлений в составе школьной группы, где Лада пела и играла на клавишных инструментах. Во время обучения в музыкальном училище пела на танцплощадке и в ресторане.
В 1988 году, на финальном концерте фестиваля эстрадной песни Юрмала-88, знакомится с Алиной Витебской и Светланой Лазаревой. Вскоре девушки формируют трио «Женсовет», продюсером которого становится муж Алины — Харитон Витебский. Трио исполняло песни о социальных проблемах того времени, но очень скоро такая песенная тематика стала немодной, и группа распалась.
Во время съёмок клипа группы «Женсовет» в Одессе Лада познакомилась с Филиппом Киркоровым, у которого впоследствии работала несколько лет бэк-вокалисткой.
После распада «Женсовета» певица осталась в Москве без работы и поддержки, но возвращаться в родной город не собиралась. Спустя полтора года она обратилась к клавишнику и композитору группы «Технология» Леониду Величковскому, который соглашается стать её продюсером.
В 1992 году с выходом первого хита «Девочка-ночь» начинается сольная карьера Лады. Затем выходит песня в стиле регги — «Жить нужно в кайф». В 1993 году выходит дебютный диск «Ночной альбом», который был продан миллионным тиражом.
После ссоры с Леонидом Величковским певице предлагают петь на разогреве у группы «Кар-Мэн», но с условием — у неё должна быть своя тридцатиминутная программа. Ладе не хватало песен, и она на студии украла фонограммы Лики Стар. Именно на тех гастролях родился псевдоним «Лада Дэнс».
В 1994 году записала дуэт со Львом Лещенко «Ни к чему, ни к чему». Вскоре с помощью журналиста Михаила Сигалова, имеющего контакты с представителями шоу-бизнеса в Германии, свои мелодии Ладе дают несколько немецких композиторов, работающих в стиле диско: Меган Восс, Ральф Зигель, Альфонс Вайндорф. В России на них пишутся русские тексты, и в итоге выходит альбом «Вкус любви» (1996). Новый альбом ориентирован на меломанов из Европы, благодаря чему её приглашают участвовать в Международном музыкальном фестивале Popkomm-95 (англ.) в Германии. В это же время Лада Дэнс стала выступать в журналах и как эротическая фотомодель. Особенно заметным было её появление на обложке журнала Playboy в декабре 1996 года.
В 1997 году у певицы выходит альбом «Фантазии», на котором она вместе с оркестром Олега Лундстрема записала как свои лучшие песни, так и классические зарубежные джазовые и эстрадные шлягеры (в том числе — собственные версии известной песни Мэрилин Монро «I Wanna Be Loved by You» и Барбры Стрейзанд «Woman in Love»). В том же году выходит ещё один альбом «На островах любви».
С начала 2000-х годов на некоторое время отходит от гастрольной деятельности. В 2002 году режиссёр Дмитрий Фикс приглашает певицу на одну из главных ролей в телесериале «Бальзаковский возраст, или Все мужики сво…».
Принимала участие в 3-м и 4-м сезонах шоу «Точь-в-точь». Изображала Софию Ротару, Ивана Младека, Дженнифер Лопес, Си Си Кэтч, Лайму Вайкуле, Рафаэллу Карра, Мэрилин Монро, Билли Холидей и других. По итогам конкурса получила специальный приз от жюри.
В 2023 году приняла участие в 4 сезоне шоу «Маска» в образе Пуделя, в финальном выпуске заняла 3-е место.

### ДТП
5 августа 2023 года на 52-м километре трассы М2 «Крым» попала в серьёзное ДТП, получив черепно-мозговую травму и ушиб позвоночника.

## Семья
- Она проживала вместе с Леонидом Величковским, одним из лидеров группы «Технология», продюсером, бизнесменом с 1992 по 1994 года.
- Муж: Павел Свирский, бизнесмен (развелись в 2002 году[28]).
- Дети:
  - Илья (1997),
  - Елизавета (1999)[29].

## Творчество

### Дискография
- 1993 — «Ночной альбом»
- 1994 — «Танцы у моря»
- 1995 — «Самое новое — самое лучшее»
- 1996 — «Вкус любви»
- 1997 — «Фантазии»
- 1997 — «На островах любви
- 2000 — «Когда цветут сады»
- 2019 — «Нефть»

### Видео
- 1989 — «Лестница»
- 1992 — «Я пойду с тобой»
- 1993 — «Девочка-ночь»
- 1993 — «Жить нужно в кайф»
- 1994 — «Танцы у моря»
- 1994 — «Чтобы в кайф нам всем жилось»
- 1994 — «Ночное солнце»
- 1995 — «Ковбой»
- 1995 — «Ни к чему, ни к чему»…
- 1996 — «Нет, я не буду»
- 1996 — «С днём рожденья»
- 1997 — «Аромат любви»
- 1997 — «Нежданный звонок»
- 1997 — «На островах любви»
- 1999 — «Дай мне этот вечер»
- 2000 — «Один раз в год сады цветут»
- 2002 — «Как я любила»
- 2005 — «Контрольный поцелуй»
- 2019 — «Нефть»
- 2020 — «Алё, Алёша»
- 2020 — «Бестия»

### Фильмография
| Год       |    | Название                                                         | Роль                                       |
| --------- | -- | ---------------------------------------------------------------- | ------------------------------------------ |
| 1995      | тф | Старые песни о главном                                           | разбитная разведёнка                       |
| 2002      | с  | Медики                                                           | —                                          |
| 2002      | с  | Возвращение Мухтара                                              | Лада Дэнс, школьная подруга Лены           |
| 2002—2007 | с  | Бальзаковский возраст, или Все мужики сво…                       | Алла Приходько, адвокат по уголовным делам |
| 2004      | тф | Бальзаковский возраст, или все мужики сво… Самый лучший праздник | Алла Приходько, адвокат по уголовным делам |
| 2005      | тф | Мой личный враг                                                  | Лена, подруга Вики                         |
| 2005      | тф | Тайский вояж Степаныча                                           | Манана, жена олигарха Воркутидзе           |
| 2006      | тф | Испанский вояж Степаныча                                         | Манана, жена олигарха Воркутидзе           |
| 2007      | с  | Трое сверху 2                                                    | Стелла Парамонова                          |
| 2009      | ф  | Путь                                                             | певица в клубе                             |
| 2009      | с  | Территория красоты                                               | Алина Розаева                              |
| 2009      | с  | 220 вольт любви                                                  | снималась                                  |
| 2010      | тф | Новый год по-нашему!                                             | солистка группы «Люба»                     |
| 2012      | тф | Мексиканский вояж Степаныча                                      | Манана, жена олигарха Воркутидзе           |
| 2013      | тф | Бальзаковский возраст, или Все мужики сво… 5 лет спустя          | Алла Приходько, адвокат по уголовным делам |
| 2013      | с  | Этаж                                                             | Лариса                                     |